# Londontowne (Maryland)
Londontowne é uma Região censo-designada localizada no estado americano de Maryland.

## Demografia
Segundo o censo americano de 2000, a sua população era de 7595 habitantes.

## Geografia
De acordo com o United States Census Bureau tem uma área de
9,8 km², dos quais 7,8 km² cobertos por terra e 2,0 km² cobertos por água.

## Localidades na vizinhança
O diagrama seguinte representa as localidades num raio de 8 km ao redor de Londontowne.